# Conflictul din Țara Bascilor

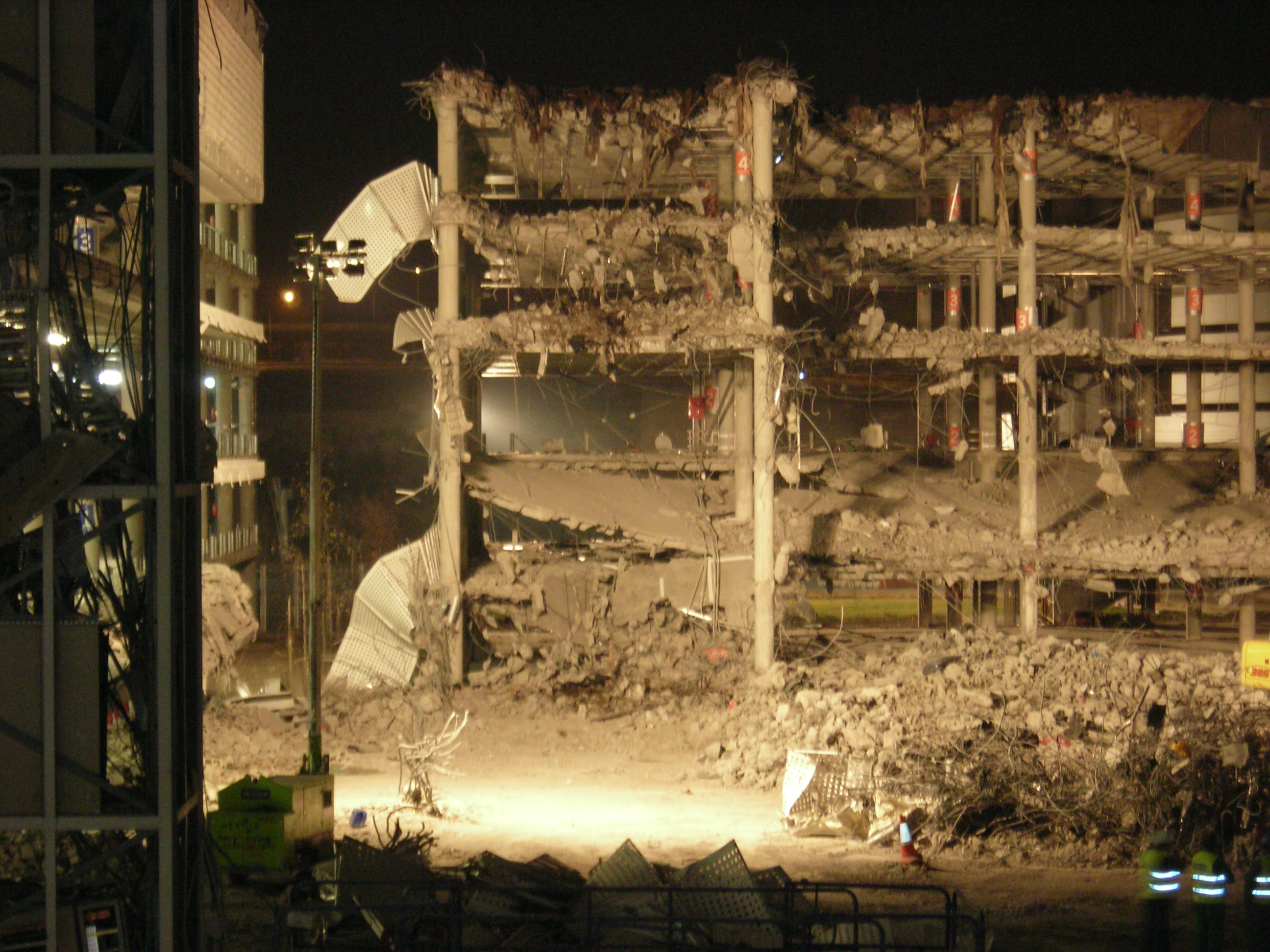
Distrugeri cauzate aeroportului Barajas, din Madrid, după un atentat al ETA (2006)

Conflictul din Țara Bascilor a fost un conflict armat (pe durata anilor 1959 - 2011), care a suprapus pe de-o parte Spania și Franța, iar pe de alta Mișcarea de Eliberare Națională Bască și susținătorii acesteia. 
Țara Bascilor (în bască Euskadi) este o comunitate autonomă din nordul Spaniei, cu o populație totală de 2,19 mln. de locuitori (2012), preponderent bască, însă pe lângă aceasta importante comunități basce mai există și în nordul comunității autonome Navarra și în regiunea franceză Labourd.

## Context
Rădăcinile disensiunilor dintre populația bască și cea spaniolă se afundă mult în istoria relațiilor dintre cele două tabere, sămânța discordiei putând fi localizată la începuturile secolului al XIX-lea, deși diferențele erau evidente cu mult înainte. De fapt, neînțelegerile s-au acutizat în perioada menționată, ele având o istorie mult mai profund adâncită în trecutul istoric al Spaniei.

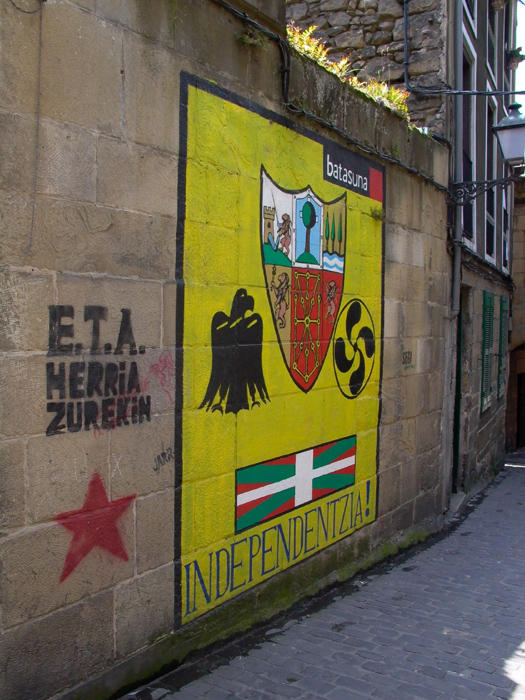
Graffiti în susținerea ETA, Pasaia (2003)

Prima ruptură dintre cele două tabere s-a produs în secolul al XVIII-lea, când Boubonii au lichidat reglementările coroanei de Aragon, făcând din navari și basci singurele zone care mai aminteau de vechile orânduiri de autoguvernare. Mai târziu, în secolul al XIX-lea, bascii s-au remarcat prin inițierea unor dezbateri intelectuale care să rezolve problema minoritară ce se contura tot mai acut.
Momentul cel mai semnifictiv care a dus la imposibilitatea de a mai rezolva acest conflict s-a produs probabil în urma Războiului Carlist din 1872-1876, când bascii au început să fie reprezentați și percepuți ca un popor barbar, legat puternic de mediul agrar, ceea ce era o oglindă a societății liberale spaniole de la sfârșitul secolului al XIX, adeptă a patriotismului anti-foral.
Priviți ca fiind sălbatici, primitivi, arhaici, teocrați, feudali, oligarhi, matriarhali, rurali, analfabeți, violenți, și nu în ultimul rând debili mental, ar fi fost aproape imposibil să nu ia naștere un conflict etnic în condițiile date.

Politicieni, intelectuali și corespondenți de război deopotrivă descriau zonele locuite de basci ca fiind populate de oameni cu o limbă de neînțeles, cu obiceiuri și comportament refractant modernității. Magnitudinea conflictului ce avea să dobândească o întorsătură tot mai greu de controlat a fost oferită de însuși regele Spaniei, în 1876. Alfonso al XII-lea a concentrat într-o frază un conflict ce există și astăzi și în mod cert va continua să „colorezeˮ societatea spaniolă: 
„...trebuie menționat că aceasta este altă țară, diferită de restul Spaniei în obiceiuri și tradiții, în idei și gândire. O Sparta care întodeauna va fi împotriva a ceea ce Spania va hotărî, chiar daca va fi și în interesul său”
.